# Bergen
Bergen , zgodovinsko Bjørgvin, je drugo največje mesto na Norveškem s približno 285.900 prebivalci, je mesto in občina v okrožju Vestland na zahodni obali Norveške. Občina obsega 465 kvadratnih kilometrov in je na polotoku Bergenshalvøyen. Središče mesta in severne soseske so na Byfjordnu, 'mestnem fjordu', mesto pa je obdano z gorami; Bergen je znan kot »mesto sedmih gora«. Številna izvenobčinska predmestja so na otokih. Bergen je upravno središče okrožja Vestland. Mesto sestavlja osem okrajev: Arna, Bergenhus, Fana, Fyllingsdalen, Laksevåg, Ytrebygda, Årstad in Åsane.
Trgovanje v Bergnu se je morda začelo že v 1020-ih letih. Po izročilu naj bi mesto leta 1070 ustanovil kralj Olaf Kyrre in ga poimenovali Bjørgvin, zeleni travnik med gorami. V 13. stoletju je bil glavno mesto Norveške, od konca 13. stoletja pa je postal uradniško mesto Hanzeatske lige. Do leta 1789 je imel Bergen ekskluzivne pravice za posredovanje v trgovini med Severno Norveško in tujino in je bil največje mesto na Norveškem do leta 1830, ko ga je prevzela prestolnica Christiania (zdaj znana kot Oslo). Kar ostane od pomolov, Bryggen, je Unescova svetovna dediščina. Mesto so v preteklih letih prizadeli številni požari. Bergenska šola za meteorologijo je bila razvita na Geofizičnem inštitutu od leta 1917, Norveška šola za ekonomijo je bila ustanovljena leta 1936, Univerza v Bergnu pa leta 1946. Od leta 1831 do 1972 je bil Bergen svoje okrožje. Leta 1972 je občina združila štiri okoliške občine in postala del okrožja Hordaland.
Mesto je mednarodno središče ribogojstva, ladijskega prometa, naftne industrije na morju in podmorske tehnologije ter nacionalno središče za visokošolsko izobraževanje, medije, turizem in finance. Pristanišče Bergen je najbolj obremenjeno na Norveškem tako glede tovora kot potnikov, z več kot 300 postanki ladij za križarjenje na leto, ki pripeljejo skoraj pol milijona potnikov v Bergen, število, ki se je v 10 letih podvojilo. Skoraj polovica potnikov je Nemcev ali Britancev. Glavno mestno nogometno moštvo je SK Brann, edinstvena tradicija mesta pa je buekorps. Domačini govorijo posebno narečje, znano kot Bergensk. V mestu so letališče Bergen, Flesland in bergenska lahka železnica ter je končna postaja proge Bergen. Štirje veliki mostovi povezujejo Bergen z njegovimi primestnimi občinami.

## Zgodovina
Tradicionalno velja, da je mesto Bergen ustanovil kralj Olaf Kyrre, sin Haralda Hardrådeja leta 1070 našega štetja, štiri leta po koncu vikinške dobe v Angliji z bitko pri Stamford Bridgeu. Sodobne raziskave pa so odkrile, da je bila trgovska naselbina ustanovljena že v 1020-ih ali 1030-ih.
Bergen je postopoma prevzel funkcijo glavnega mesta Norveške v začetku 13. stoletja, kot prvo mesto, kjer je bila ustanovljena rudimentarna centralna uprava. Mestna stolnica je bila prizorišče prvega kraljevega kronanja na Norveškem v 1150-ih letih in je v 13. stoletju še naprej gostila kraljeva kronanja. Trdnjava Bergenhus je iz leta 1240 in varuje vhod v pristanišče v Bergnu. Funkcije glavnega mesta je v korist Osla izgubil med vladavino kralja Haakona V. (1299–1319).
Sredi 14. stoletja so severnonemški trgovci, ki so bili v znatnem številu prisotni že od 13. stoletja, ustanovili enega od štirih Kontore Hanzeatske lige v Bryggnu v Bergnu. Glavni izvoz, s katerim se je trgovalo iz Bergna, je bila posušena trska s severne norveške obale, ki se je začela okoli leta 1100. Kralj Håkon Håkonsson (1217–1263) je mestu podelil monopol za trgovino s severa Norveške. Stockfish je bil glavni razlog, da je mesto postalo eno največjih severnoevropskih trgovinskih središč. Do poznega 14. stoletja se je Bergen uveljavil kot središče trgovine na Norveškem. Hanzeatski trgovci so živeli v svoji ločeni četrti mesta, kjer se je uporabljala srednja nižja nemščina, in so uživali izključne pravice do trgovanja s severnimi ribiči, ki so vsako poletje pluli v Bergen. Skupnost Hansa je zamerila škotskim trgovcem, ki so se naselili v Bergnu, in 9. novembra 1523 je bilo več škotskih gospodinjstev tarča nemških prebivalcev. Danes je stari pristan v Bergnu, Bryggen, na Unescovem seznamu svetovne dediščine.
Leta 1349 je črno smrt na Norveško pripeljala angleška ladja, ki je prispela v Bergen. Kasnejši izbruhi so se zgodili v letih 1618, 1629 in 1637, vsakič pa so vzeli približno 3000 življenj. V 15. stoletju so mesto večkrat napadli bratje Victual in leta 1429 jim je uspelo požgati kraljevi grad in večji del mesta. Leta 1665 je bilo mestno pristanišče prizorišče bitke pri Vågenu, ko je angleška pomorska flotila napadla nizozemsko trgovsko in zakladniško floto, ki jo je podpirala mestna garnizija. Naključni požari so včasih ušli izpod nadzora in eden leta 1702 je večino mesta spremenil v pepel.
V 15. in 16. stoletju je Bergen ostal eno največjih mest v Skandinaviji in je bil največje mesto na Norveškem do leta 1830, ko je glavno mesto Oslo postalo največje. Od okoli leta 1600 je hanzeatska prevlada v mestni trgovini postopoma upadala v korist norveških trgovcev (pogosto hanzeatskega porekla), v 1750-ih pa se je Kontor ali glavna trgovska postaja Hanzeatske lige dokončno zaprla. V 17. in 18. stoletju je bil Bergen vpleten v atlantsko trgovino s sužnji. Bergenski trgovec s sužnji Jørgen Thormøhlen, največji ladjar na Norveškem, je bil glavni lastnik suženjske ladje Cornelia, ki je leta 1673 in 1674 opravila dve plovbi za trgovanje s sužnji; razvil je tudi industrijski sektor mesta, zlasti v soseski Møhlenpris, ki je po njem poimenovana. Bergen je obdržal svoj monopol nad trgovino s severno Norveško do leta 1789. Bergenska borza, Bergen børs, je bila ustanovljena leta 1813.

### Moderna zgodovina
Bergen je bil leta 1831 ločen od Hordalanda kot samostojna grofija. Kot občina je bil ustanovljen 1. januarja 1838 (formannskapsdistrikt). Podeželska občina Bergen Landdistrikt je bila združena z Bergnom 1. januarja 1877. Podeželska občina Årstad je bila združena z Bergenom 1. julija 1915.
Med drugo svetovno vojno je bil Bergen zaseden prvi dan nemške invazije 9. aprila 1940, po kratkem boju med nemškimi ladjami in norveškim obalnim topništvom. Skupine norveškega odporniškega gibanja v Bergnu so bile Saborg, Milorg, Theta-gruppen, Sivorg, Stein-organisasjonen in Komunistična partija. 20. aprila 1944, med nemško okupacijo, se je nizozemska tovorna ladja Voorbode zasidrala ob trdnjavi Bergenhus, natovorjena z več kot 120 tonami eksploziva, in raznesla ter ubila najmanj 150 ljudi in poškodovala zgodovinske stavbe. Mesto je bilo predmet nekaj zavezniških bombnih napadov, namenjenih nemškim pomorskim objektom v pristanišču. Nekatere od teh so povzročile približno 100 norveških civilnih žrtev.
Bergen je na Norveškem dobro znan tudi po Isdalski ženski (norveško Isdalskvinnen), neznani osebi, ki so jo 29. novembra 1970 našli mrtvo v Isdalnu ('Ledena dolina'). Nerešen primer je v preteklih letih spodbudil mednarodne špekulacije in ostaja ena najglobljih skrivnosti v novejši norveški zgodovini.
Podeželske občine Arna, Fana, Laksevåg in Åsane so bile združene z Bergnom 1. januarja 1972. Mesto je istega dne izgubilo status ločenega okrožja in Bergen je zdaj občina v okrožju Vestland.

### Požari
Zgodovino mesta zaznamujejo številni veliki požari. Leta 1198 je frakcija Bagler zažgala mesto v povezavi z bitko proti frakciji Birkebeiner med državljansko vojno. Leta 1248 sta pogorela Holmen in Sverresborg, uničenih je bilo 11 cerkva. Leta 1413 je mesto prizadel še en požar in uničenih je bilo 14 cerkva. Leta 1428 so mesto oropali bratje Victual, leta 1455 pa so bili hanzeatski trgovci odgovorni za zažig samostana Munkeliv. Leta 1476 je Bryggen zgorel v požaru, ki ga je zanetil pijani trgovec. Leta 1582 je središče mesta in Strandsiden prizadel nov požar. Leta 1675 je v Øvregatenu zgorelo 105 stavb. Leta 1686 je Strandsiden prizadel še en velik požar, ki je uničil 231 mestnih blokov in 218 čolnarn. Največji požar v zgodovini je bil leta 1702, ko je 90 % mesta pogorelo do tal. Leta 1751 je v Vågsbunnenu prišlo do velikega požara. Leta 1756 je še en požar v Strandsidenu požgal 1500 stavb, nadaljnji veliki požari pa so prizadeli Strandsiden leta 1771 in 1901. Leta 1916 je zgorelo 300 stavb v središču mesta, vključno z lekarno Swan, najstarejšo lekarno na Norveškem, in leta 1955 je pogorel del Bryggna.

## Ime
Stari nordijski obliki imena sta bili Bergvin [ˈberɡˌwin] in Bjǫrgvin [ˈbjɔrɡˌwin] (in v islandščini in ferščini se mesto še vedno imenuje Björgvin). Prvi element je berg (sr.) ali bjǫrg (sr.), kar pomeni 'gora(e)'. Zadnji element je vin (ž.), kar pomeni 'novo naselje', kjer je bil nekdaj pašnik ali travnik. Polni pomen je torej »travnik med gorami«. To je primerno ime: Bergen pogosto imenujejo »mesto med sedmimi gorami«. Dramatik Ludvig Holberg je bil tisti, ki ga je sedem gričev v Rimu tako navdihnilo, da se je odločil, da mora biti njegovo domače mesto blagoslovljeno z ustreznimi sedmimi gorami – in domačini se še vedno prepirajo, katerih sedem je.
Leta 1918 je potekala kampanja za ponovno uvedbo nordijske oblike Bjørgvin kot imena mesta. To je bilo zavrnjeno – a kot kompromis je bilo ime škofije spremenjeno v Bjørgvin bispedømme.

## Geografija
Bergen zavzema večino polotoka Bergenshalvøyen v okrožju Midthordland v srednjem zahodem Hordalandu. Občina obsega 465 kvadratnih kilometrov. Večina mestnega območja je na fjordu ali zalivu ali blizu njega, čeprav ima mestno območje več gora. Središče mesta je obdano s sedmimi gorami, čeprav obstaja nesoglasje o tem, katera od devetih gora jih sestavlja. Ulriken, Fløyen, Løvstakken in Damsgårdsfjellet so vedno vključeni, pa tudi tri Lyderhorn, Sandviksfjellet, Blåmanen, Rundemanen in Kolbeinsvarden. Gullfjellet je najvišja gora Bergna z 987 metri nad srednjo morsko gladino. Bergen je dovolj severno, da je med jasnimi nočmi ob solsticiju mejna dnevna svetloba, kljub temu, da je sonce zašlo.
Bergen je pred Severnim morjem zaščiten z otoki Askøy, Holsnøy (občina Meland) in Sotra (občini Fjell in Sund). Bergen meji na občini Alver in Osterøy na severu, Vaksdal in Samnanger na vzhodu, Os (Bjørnafjorden) in Austevoll na jugu ter Øygarden in Askøy na zahodu.

### Podnebje
Bergen ima oceansko podnebje (Köppen: Cfb), z milimi poletji in hladnimi zimami. Padavine so obilne v vseh letnih časih, pozimi pa občasno sneži, sneg se pogosto hitro stopi. Izjemno obilne padavine, ki opredeljujejo mesto, so posledica orografskega dviga, ki včasih povzroči več kot dva meseca zaporednih deževnih dni. Mesto zato velja za najbolj deževno mesto v Evropi, čeprav ni najbolj mokro mesto na celini.
Vreme v Bergnu je veliko toplejše, kot bi lahko nakazovala zemljepisna širina mesta (60,4° S). Temperature pod –10 °C so redke. Poletne temperature včasih dosežejo 20 stopinj, čeprav so bile prej temperature nad 30 °C opažene le nekaj dni v desetletju. Rastna sezona v Bergnu je za njegovo zemljepisno širino izjemno dolga, več kot 200 dni. Njegove blage zime in bližina Zalivskega toka zagotavljajo mestu območje trdnosti rastlin 8b in 9a, odvisno od lokacije; to območje je veliko pogostejše pod 50°S celo v Evropi, saj v to kategorijo spadajo mesta tako daleč na jug kot so Bordeaux, Solun in carigrad. Povprečni datum za zadnjo nočno zmrzovanje (nizko pod 0 °C) spomladi je 4. april, povprečni datum za prvo zmrzovanje jeseni pa 7. november, kar pomeni sezono brez zmrzali 216 dnevi.
Tudi ekstremne temperature so v mestu precej redke. Najvišja doslej zabeležena temperatura je bila 26. julija 2019 33,4 °C in je presegla prejšnji rekord iz leta 2018 pri 32,6 stopinjah, najnižja pa je bila –16,3 °C januarja 1987.
Mesto je vse leto precej oblačno, čeprav so stari podatki o sončnih urah morda povzročili podcenjevanje sončnih ur zaradi lege mesta na pobočju. Na letališču Bergen v Fleslandu (lokacija z manj terena, ki zakriva sonce) so decembra 2015 vzpostavili nov sončni rekorder, ki je med letoma 2016–2020 zabeležil 1598 sončnih ur letno.

## Demografija
Na začetku leta 2022 je imela občina 286.930 prebivalcev, kar pomeni gostoto prebivalstva 599 ljudi na km². Urbana območja zunaj mestnih meja, kot jih opredeljuje Norveška statistika, sestavljajo Indre Arna (6536 prebivalcev 1. januarja 2012), Fanahammeren (3690), Ytre Arna (2626), Hylkje (2277) in Espeland (2182).

## Gospodarstvo
Avgusta 2004 je revija Time mesto razglasila za eno od 14 »skrivnih prestolnic« Evrope, kjer je prestolnica Bergena priznana v pomorskih poslih in dejavnostih, kot so ribogojstvo in morske raziskave, z Inštitutom za morske raziskave (IMR) (drugi -največje oceanografsko raziskovalno središče v Evropi) kot vodilna institucija. Nekatera od največjih svetovnih ribogojnih podjetij, kot sta Mowi in Lerøy, imajo sedež v mestu. Ladjarji s sedežem v Bergnu nadzorujejo pomemben del norveške trgovske flote, vključno z ladjarji, kot so Wilson, Odfjell in Gearbulk. V mestu je veliko finančnih institucij. Banki Sbanken in Sparebanken Vest imata sedež v mestu. Norveške podružnice zavarovalnic Tryg, DNB Livsforsikring in Nordea Liv imajo sedež v Bergnu, skupaj s precejšnjo prisotnostjo pomorskih zavarovalnic, vključno z norveškim Hull Clubom. Številne banke vzdržujejo velike oddelke za korporativno bančništvo v zvezi z ladijskim prometom in ribogojstvom v mestu.
Bergen je glavno oporišče kraljeve norveške mornarice (pri Haakonsvernu), njegovo mednarodno letališče Flesland pa je glavni heliport za norveško severnomorsko naftno in plinsko industrijo, od koder se na tisoče delavcev na morju vozi na svoja delovna mesta na naftnih in plinskih ploščadih ter ploščadi.
Turizem je pomemben vir dohodka mesta. Hoteli v mestu so lahko včasih polni zaradi vse večjega števila turistov in konferenc. Bergen je priznan kot neuradna prestolnica regije, znane kot Zahodna Norveška, ter prepoznan in tržen kot mesto, ki vstopa v svetovno znane norveške fjorde, zato je postal največje na Norveškem – in eno največjih v Evropi – pristanišč za postanek ladij za križarjenje.
Bergen spada med pomembna mesta norveške naftne industrije, velja pa tudi za enega izmed središč, iz katerih se vršijo globokomorske operacije. V bergenskih pristaniščih so vse vrste plovil, od malih čolnov, do turističnih trajektov, tankerjev in ribiških ladij.
Bergen je tudi pomembno kulturno središče regije in je bilo eno izmed devetih evropskih mest, ki je prejelo naziv Evropska prestolnica kulture leta 2000.

## Mestna pokrajina
Središče mesta Bergen leži na zahodu občine, obrnjeno proti fjordu Byfjorden. Spada v skupino gora, znanih kot Sedem gora, čeprav je število stvar definicije. Od tod se mestno območje Bergna razteza proti severu, zahodu in jugu, na njegovem vzhodu pa je velik gorski masiv. Zunaj mestnega središča in okoliških sosesk (tj. Årstad, notranji Laksevåg in Sandviken) večina prebivalstva živi v razmeroma redko poseljenih stanovanjskih območjih, zgrajenih po letu 1950. Medtem ko v nekaterih prevladujejo stanovanjske stavbe in sodobne vrstne hiše (npr. Fyllingsdalen), v drugih prevladujejo enodružinske hiše.
Najstarejši del Bergna je območje okoli zaliva Vågen v središču mesta. Bergen, ki je bil prvotno osredotočen na vzhodni strani zaliva, se je sčasoma razširil proti zahodu in jugu. Iz najstarejšega obdobja je ohranjenih nekaj stavb, najpomembnejša je Marijina cerkev iz 12. stoletja. Več sto let je obseg mesta ostal skoraj enak. Prebivalstvo je stagniralo, mestne meje pa so bile ozke. Leta 1702 je pogorelo sedem osmin mesta. Večina starih stavb v Bergnu, vključno z Bryggenom (ki je bil obnovljen v srednjeveškem slogu), je bil zgrajen po požaru. Požar je zaznamoval prehod od katraniziranih hiš in tudi preostalih brunaric k pleskanim in nekaterim opečnatim lesenim stavbam.
V zadnji polovici 19. stoletja je prišlo do hitre širitve in modernizacije. Požar leta 1855 zahodno od Torgallmenningena je povzročil razvoj mestnih blokov pravilne velikosti na tem območju mestnega središča. Meje mesta so bile razširjene leta 1876, Nygård, Møhlenpris in Sandviken pa so bili urbanizirani z obsežno gradnjo mestnih blokov, v katerih so nastanjeni tako revni kot bogati. Njihova arhitektura je pod vplivom različnih slogov; historicizem, klasicizem in secesija. Bogati so zgradili vile med Møhlenprisom in Nygårdom ter na strani gore Fløyen; ta območja so bila prav tako dodana Bergnu leta 1876. Istočasno je potekal proces urbanizacije v Solheimsviknu v Årstadu, takrat zunaj občine Bergen, osredotočen na veliko industrijsko dejavnost na tem območju. Delavski domovi na tem območju so bili slabo zgrajeni in le malo jih je ostalo po obsežni prezidavi v 1960-ih in 1980-ih.
Potem ko je Årstad leta 1916 postal del Bergna, je bil za novo območje uporabljen razvojni načrt. Načrtovanih je bilo nekaj mestnih blokov, podobnih tistim v Nygårdu in Møhlenprisu. Veliko delavskega razreda je zgradilo lastne domove in zgrajenih je bilo veliko majhnih samostojnih stanovanjskih stavb. Po drugi svetovni vojni je Bergnu znova primanjkovalo zemljišč za gradnjo in v nasprotju s prvotnimi načrti so v Landåsu v 50. in 60. letih 20. stoletja zgradili številne velike stanovanjske stavbe. Bergen je kupil Fyllingsdalen od občine Fana leta 1955. Tako kot podobna območja v Oslu (npr. Lambertseter) se je Fyllingsdalen v šestdesetih in sedemdesetih letih 20. stoletja razvil v sodobno predmestje z velikimi stanovanjskimi stavbami, srednjimi stolpnicami in nekaj enodružinskimi hišami. Podoben razvoj je potekal zunaj meja mesta Bergen, na primer v Loddefjordu.
Istočasno z načrtovano širitvijo mesta v Bergnu so hitro rasla tudi njegova zunajobčinska predmestja. Premožni meščani Bergna so v Fani živeli že od 19. stoletja, a ko se je mesto širilo, se je postalo bolj priročno naseliti v občini. Podobni procesi so potekali v Åsane in Laksevåg. Večina domov na teh območjih je samostojnih vrstnih hiš, enodružinskih hiš ali majhnih stanovanjskih stavb. Potem ko so se okoliške občine združile z Bergnom leta 1972, se je širitev nadaljevala na večinoma enak način, čeprav občina spodbuja kondenzacijo v bližini komercialnih središč, prihodnjih postaj lahke železnice Bergen in drugod.
Kot del modernizacijskega vala v 1950-ih in 1960-ih in zaradi škode, ki jo je povzročila druga svetovna vojna, je mestna vlada ambiciozno načrtovala prenovo številnih območij v središču Bergna. Načrti so vključevali rušenje več sosesk z lesenimi hišami, in sicer Nordnes, Marken in Stølen. Nobeden od načrtov ni bil izveden v izvirni obliki; načrti za prenovo Marken in Stølen so bili zavrženi, načrt Nordnesa pa izveden samo na območju, ki ga je vojna najbolj prizadela. Mestni svet Bergna je leta 1964 glasoval za rušenje celotnega Markna, vendar se je odločitev izkazala za zelo sporno in odločitev je bila leta 1974 razveljavljena. Bryggen je bil po požaru leta 1955 v nevarnosti, da bo v celoti ali delno porušen. veliko število stavb je zgorelo do tal. Namesto rušenja so preostale stavbe obnovili in pospremili z rekonstrukcijami nekaterih požganih stavb.
Še vedno poteka rušenje starih stavb in občasno celih mestnih blokov, najnovejši večji primer je bila rušenje Jonsvollskvartalet v Nøstetu leta 2007.
Reklamni panoji so v mestu prepovedani.

## Slavne osebnosti, povezane z mestom
- Ludvig Holberg
 književnik
(1684–1754)
- Edvard Grieg
 skladatelj in pianist 
(1843–1907)
- Christian Michelsen
 ladjar in ministrski predsednik
 (1857–1925)
- Gunnar Staalesen
književnik
 (1947-)

## Pobratena mesta
Bergen je pobraten s številnimi mesti. Ta so:
- Eritreja (Asmara)
- Gothenburg, Švedska
- Newcastle upon Tyne, Anglija
- Seattle, Washington, ZDA
- Turku, Finska
- Århus, Danska